# Rationeringsmærke
Et rationeringsmærke er en kupon der fx under 1. og 2. verdenskrig gav indehaveren ret til at købe en rationeret vare, som smør, sukker eller brændsel i begrænset mængde.

## Indførelse af rationeringsmærker
På grund af 2. verdenskrig blev det vanskeligt at hente varer til Danmark fra udlandet. Efter besættelsen den 9. april 1940 stod det klart, at man kun kunne skaffe varer fra områder, som blev kontrolleret af Tyskland eller fra neutrale lande som Sverige.
I september 1939 vedtog Folketinget og Landstinget Vareforsyningsloven. Loven gav den danske handelsminister lov til at rationere mængden af varer og bestemme hvem der måtte købe dem.

### Mangel på hverdagens varer
I september 1939 blev benzin og kul rationeret i Danmark. Snart fulgte sukker, kaffe og te. Men det var kun begyndelsen. Snart var mange almindelige varer rationeret: Bl.a. brød og sæbe. Der var størst mangel på varer, som ikke kunne fremstilles i Danmark. Der var ikke mere kakao og kaffe til salg fra januar 1942. I april 1940 stoppede al privat kørsel i Danmark, fordi der ikke var benzin nok.

## Rationeringsmærkerne
Under besættelsen var det vanskeligt at handle i forretningerne.
Man skulle ofte aflevere både rationeringsmærker og pengene ved køb af dagligvarer. Rationeringsmærkerne blev udleveret til alle husholdninger med jævne mellemrum.
Løb man tør for mærker, måtte man ikke købe flere rationerede varer, før der kom nye rationeringsmærker. På den måde kunne køb begrænses.

## Formålet med rationering
Formålet med rationering var, at Danmark ikke så hurtigt løb tør for mad og udenlandske varer. Men derudover skulle den medvirke til, at varerne blev fordelt ligeligt i befolkningen.
Staten forsøgte at tilpasse rationerne til befolkningens behov. Dvs. at de, som udførte hårdt arbejde, kunne få flere rationeringsmærker til madvarer. Småbørnsfamilier kunne få flere mærker til mælk og sæbe.
Imidlertid havde fattige danskere særligt i de første besættelsesår ikke penge til at købe varer for alle deres rationeringsmærker. Mange solgte deres overskydende mærker
på det sorte marked, sortbørsen, selv om det var forbudt. Modstandsbevægelsen stjal mange rationeringsmærker for at vanskeliggøre tyskernes regering.

## Eksterne kilder og henvisninger
- Rationering og erstatningsvarer Arkiveret 27. december 2016 hos  Wayback Machine af Anders Dalsager på befrielsen1945.dk